# Vassilis Alexakis

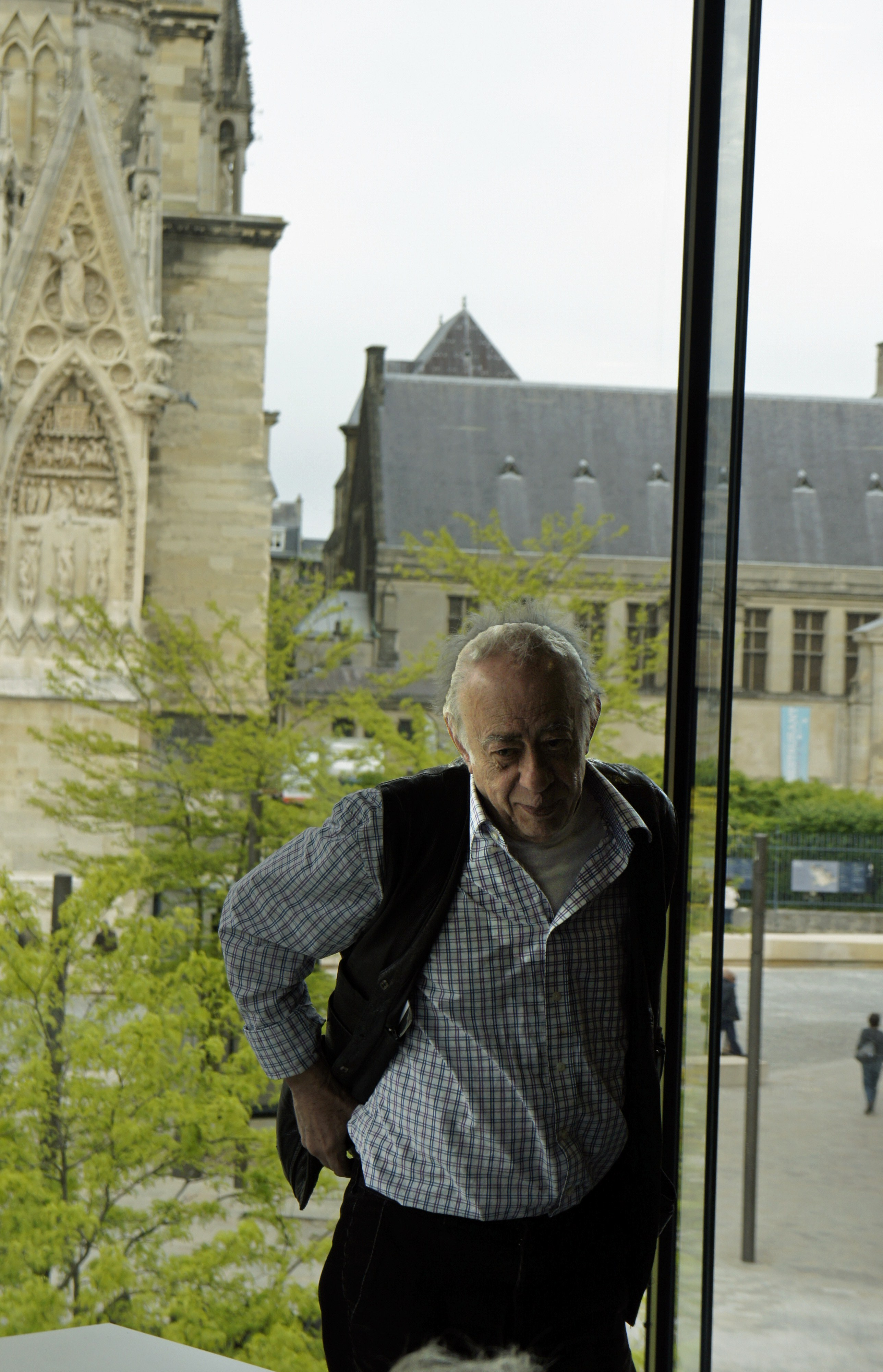
Vassilis Alexakis (2013)

Vassilis Alexakis (griechisch Βασίλης Αλεξάκης; * 25. Dezember 1943 in Athen; † 11. Januar 2021 ebenda) war ein griechisch-französischer Schriftsteller, der seine Werke auf Französisch und Griechisch verfasst hat. 1995 erhielt er den französischen Literaturpreis Prix Médicis.

## Leben
Vassilis Alexakis kam 1961 nach Frankreich, um in Lille Journalismus zu studieren. In Griechenland gab es diesen Studiengang damals noch nicht. Kurz nach seinem Studium kehrte er nach Griechenland zurück und erlebte dort 1967 den Obristen-Putsch, mit dem die griechische Militärdiktatur begann. Daraufhin verließ er das Land ein Jahr später wieder, um sich in Paris niederzulassen, wo er als Journalist arbeitete. Zuletzt lebte er abwechselnd in Paris, Athen und auf der griechischen Insel Tinos.

## Werk
Alexakis setzte sich in seinem Werk mit dem Leben zwischen zwei Kulturen und zwei Sprachen sowie mit dem Schreiben auseinander. Fiktion und Realität sind bei ihm kaum zu trennen; u. a. weil es sehr viele Parallelen zwischen ihm und seinen Protagonisten gibt.
Seine ersten Romane, Le sandwich von 1975, Les girls de City-Boum-Boum von 1976 und La tête du chat von 1978, sind auf Französisch geschrieben und von Alexakis’ Mutter ins Griechische übersetzt worden. Erst den vierten Roman, Tαλγο (1980), schrieb Alexakis auf Griechisch und übersetzte ihn selbst ins Französische unter dem Titel Talgo.
Es folgten einige französische Werke, unter anderem die Autobiografie Paris – Athènes (1989) sowie das mit dem Prix Albert Camus ausgezeichnete Werk Avant von 1992, bevor Alexakis den nächsten griechischen Roman veröffentlichte: Ε: Η Μητρική γλώσσα („E: Die Muttersprache“, 1995), der wiederum in Alexakis’ eigener Übersetzung unter dem Titel La Langue maternelle in Frankreich erschien und (zusammen mit Le Testament français von Andreï Makine) den Prix Médicis erhielt.

### Auf Französisch verfasst
- 1974: Le Sandwich. Paris: Julliard.
- 1975: Les Girls de City-Boum-Boum. Paris: Julliard.
- 1978: La Tête du chat. Paris: Le Seuil.
- 1978: Mon amour! Città Armoniosa. (humoristische Zeichnungen)
- 1983: Talgo. Paris Seuil. Selbstübersetzung von Tαλγό.
- 1985: Contrôle d’Identité. Paris: Le Seuil.
- 1987: Le fils de King Kong. Genf: Les Yeux ouverts. (Aphorismen)
- 1989: Paris-Athènes. Paris: Le Seuil. (Autobiografie)
- 1992: Avant. Paris: Le Seuil. (Prix Albert Camus, Prix Charles-Exbrayat, Prix Alexandre-Vialat)
- 1995: La Langue maternelle. Paris: Fayard. Selbstübersetzung von Η Μητρική γλώσσα. Prix Médicis.
- 1997: Papa. Paris: Fayard. (Erzählung, Prix de la Nouvelle de l’Académie française)
- 1997: L’invention du baiser. Genf: Nomades. (Aphorismen)
- 1999: Le colin d’Alaska (Erzählung)
- 2002: Les mots étrangers. Paris: Stock.
- 2007: Ap J-C. Paris: Stock.

### Auf Griechisch verfasst
- 1980: Tάλγκο. Athen: Exantas. (1984 von Tsembero-poulos verfilmt)
- 1995: Η Μητρική γλώσσα. Athen: Exantas.
- 1999: Η καρδιά της Μαργαρίτας. Athen: Exantas. Selbstübersetzung von Le cœur de Marguerite. (In der französischen Version zuerst publiziert).
- 2003: Οι ξένες λέξεις. Athen: Exantas. Selbstübersetzung von Les mots étrangers.
- 2007:  μ.Χ. Athen: Exantas. Selbstübersetzung von Ap J-C.

### Auf Deutsch erschienen
- 1986: Leonidas’ Schatten. Übers.: Klaus Eckhardt. Romiosini Verlag, Köln. ISBN 3-923728-25-5
- 1986: Talgo. Übers.: Niki Eideneier. Romiosini Verlag, Köln.
- 1991: Warum weinst du denn? Übers.: Niki Eideneier. Mit Zeichnungen des Autors. Verlag Schwarze Kunst, Hamburg/Romiosini Verlag, Köln.
- 2001: Das Rätsel von Delphi. (Originaltitel: Ε: Η Μητρική γλώσσα). Übers.: Dimitris Depountis. Rotpunkt Verlag, Zürich.